# Erasto Sampson
Erasto Kambon Sampson (* 23. Juni 1975) ist ein ehemaliger vincentischer Leichtathlet. Er war spezialisiert auf den 100-Meter-Lauf und den 400-Meter-Lauf.
Bei den Olympischen Sommerspielen 1996 nahm er an den Staffeln über 4 × 100 m und 4 × 400 m teil.
Seine persönliche Bestzeit hatte er mit 10,6 s in den 100 m 1997, und mit 46,96 s in den 400 m 1999. Er hält den nationalen Rekord über 4 × 400 m Staffel mit 3:06,52 min. Diese Leistung erbrachte er zusammen mit Eswort Coombs, Thomas Dickson und Eversley Linley in den Vorläufen bei den Olympischen Spielen 1996.